# 606
 For alternative betydninger, se 606 (flertydig). (Se også artikler, som begynder med 606)
| 606                |
| ------------------ |
| Dødsfald - Fødsler |
|                    |

| Gregoriansk kalender | 606 DCVI                |
| Ab urbe condita      | 1359                    |
| Armensk kalender     | 55 ԹՎ ԾԵ                |
| Kinesiske kalender   | 3302 – 3303 乙丑 – 丙寅 |
| Etiopisk kalender    | 598 – 599               |
| Jødisk kalender      | 4366 – 4367             |
| Hindukalendere       |                         |
| - Vikram Samvat      | 661 – 662               |
| - Shaka Samvat       | 528 – 529               |
| - Kali Yuga          | 3707 – 3708             |
| Iransk kalender      | 16 BP – 15 BP           |
| Islamisk kalender    | 17 BH – 15 BH           |